# Ivana Banfić
Ivana Banfić, född 16 november 1969 i Zagreb, Kroatien, är en kroatisk dansare och popsångerska. Hennes karriär tog fart under tidigt 1990-tal då dansmusiken var som populärast i Kroatien.
År 2000 samarbetade hon med Dino Merlin med vilken hon släppte singeln "Godinama", som blev mycket populär på Balkan.